# CeCe Peniston
CeCe Peniston (født Cecelia V. Peniston 6. september 1969), er en amerikansk R&B sangerinde. I 1991 hittede hun internationalt med singlen "Finally".
Cecelia Peniston er født i Dayton, Ohio og flyttede som 9-årig til Phoenix, Arizona.
Hun blev opdaget af Manny Lehman. Debutalbummet Finally udkom i 1992 og blev en stor succes.